# Cyanea
Cyanea — род сцифоидных из отряда дискомедуз (Semaeostomeae). Космополиты, в первую очередь встречаются в северных водах Атлантического и Тихого океанов. То же самое название было дано роду растений: Cyanea.

## Виды
Таксономии рода Cyanea ещё не устоялась. Некоторые зоологи предполагают, что все виды внутри рода представляют собой один вид. Тем не менее, по крайней мере в Северном море волосистая цианея и Cyanea lamarckii проявляют себя в качестве отдельных видов. Cyanea может быть комплексом недавно разошедшихся видов.
- Cyanea annasethe Haeckel 1880
- Cyanea annaskala von Lendenfeld,1884
- Cyanea buitendijki Stiasny, 1919
- Волосистая цианея (Cyanea capillata) (Linnaeus, 1758)
- Cyanea citrae (Kishinouye, 1910)
- Cyanea ferruginea Eschscholtz, 1929
- Cyanea fulva Agassiz, 1862
- Cyanea lamarckii Péron & Lesueur, 1809
- Cyanea mjobergi Stiasny 1921
- Cyanea muellerianthe Haacke, 1887
- Cyanea nozakii Kishinouye, 1891
- Cyanea postelsi Brandt, 1838
- Cyanea purpurea Kishinouye, 1910
- Cyanea rosea Quoy & Gaimard 1824
- Cyanea tzetlinii Kolbasova & Neretina 2015